# Rhopalephora vitiensis
Rhopalephora vitiensis är en himmelsblomsväxtart som först beskrevs av Berthold Carl Seemann, och fick sitt nu gällande namn av Robert Bruce Faden. Rhopalephora vitiensis ingår i släktet Rhopalephora och familjen himmelsblomsväxter. Inga underarter finns listade.